# Michael Spisak
Michael Spisak (Pools: Michał Spisak) (14 september 1914 – 29 januari 1965) was een Poolse componist. Na zijn studies aan het conservatorium van Katowice en in Warschau, ging hij in 1937 naar Parijs, waar hij studeerde bij Nadia Boulanger. Hij bleef werkzaam in Parijs tot aan zijn dood, en maakte daar deel uit van de "groep van Parijs" van geëmigreerde Poolse componisten waaronder ook Simon Laks en Antonin Szalowski.
Spisak won in 1953 de eerste prijs in de Belgische Koningin Elisabethwedstrijd voor compositie met Serenade voor orkest. In 1957 won hij deze wedstrijd opnieuw in de categorie kamerorkest met Concerto giocoso. In 1955 was hij de winnaar van een wedstrijd voor een officiële Olympische hymne, die echter nooit op Olympische Spelen is uitgevoerd: in plaats van het moderne, atonale werk van Spisak verkoos men bij de oorspronkelijke hymne van de Griekse componist Spyros Samaras te blijven.
Spisak kreeg in 1964 de jaarlijkse prijs van de Unie van Poolse Componisten voor zijn gehele oeuvre.
- Bibliothèque nationale de France: cb14843303h (data)
- Gemeinsame Normdatei: 132550768
- International Standard Name Identifier: 0000 0001 0963 952X
- Library of Congress Control Number: n89604051
- Nationale Bibliotheek van Letland: 000260346
- MusicBrainz: f058389c-6311-49c7-a466-4ce9a86c0f3b
- Nationale Bibliotheek van Tsjechië: mzk2010597136
- Nationale Bibliotheek van Israël: 987007401243305171
- Nationale Bibliotheek van Polen: a0000001828030
- Nederlandse Thesaurus van Auteursnamen: 342165755
- Système universitaire de documentation: 174095201
- Virtual International Authority File: 34723400
- WorldCat: E39PBJtMjh4RQFKmYqQ9VTXrv3